# Securidaca uniflora
Securidaca uniflora är en jungfrulinsväxtart som beskrevs av Arend Joan Petrus Oort. Securidaca uniflora ingår i släktet Securidaca och familjen jungfrulinsväxter. Inga underarter finns listade i Catalogue of Life.